# Moloque

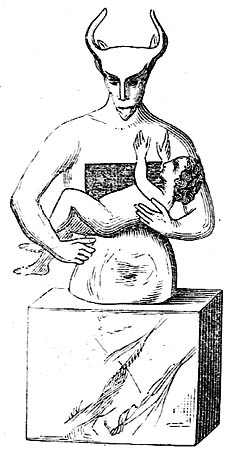
Representação de Moloque.

Moloque, Moloc ou Moloch é o deus ao qual os amonitas, uma etnia de Canaã (povos presentes na península arábica e na região do Oriente Médio), cultuavam. Também é o nome de um demônio na tradição cristã e cabalística.

## Etimologia
Do fenício Molek (“rei”), através do hebraico Molech, do grego e latim Moloch.

## Características da adoração

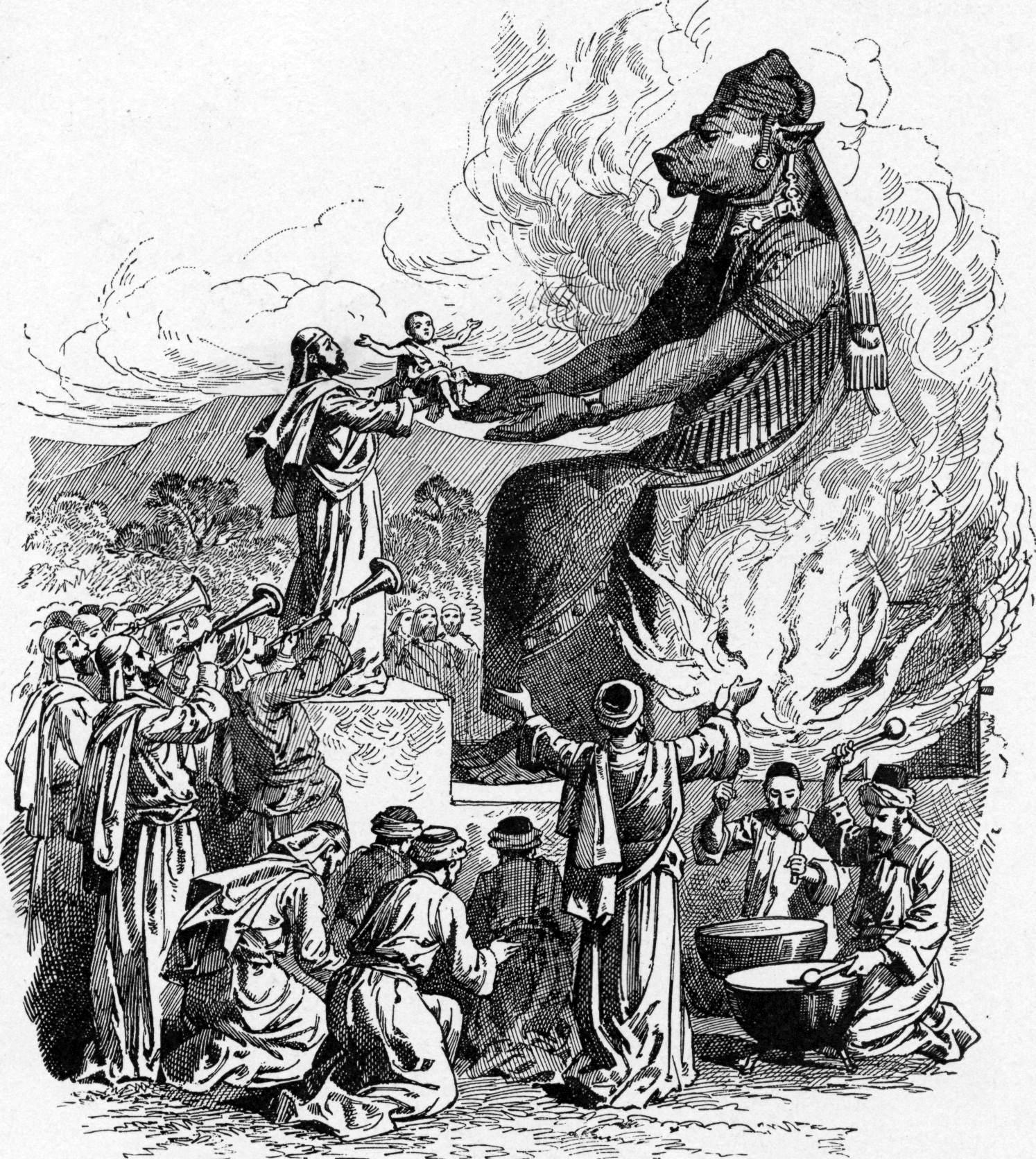
Representação de sacrifício a Moloque

De acordo com as Escrituras, os povos amorreus, por volta de 1 900 a.C., adoravam Moloque. Segundo o antigo testamento da Bíblia, nos rituais de adoração, havia atos sexuais e sacrifícios de crianças. Estas eram jogadas em uma cavidade da estátua de Moloque, onde havia fogo que consumia assim a criança viva. Tal fogo seria ao mesmo tempo purificador, destruidor e consumidor.

A aparência de Moloque era de corpo humano com a cabeça de boi ou leão, e no seu ventre havia uma cavidade em que o fogo era aceso para consumir sacrifícios. Muitas pessoas o adoravam, porém com o fortalecimento do povo hebreu e de outros reinos, tais povos foram desaparecendo, deixando o costume dessa adoração. Segundo a crença bíblica contida no Antigo Testamento, pelas ordens de Deus, dadas ao povo hebreu através de Moisés, era expressamente proibida a adoração a Moloque, bem como o sacrifício de crianças a ele, e tal prática seria severamente punida (Levítico 20:2–5).